# Штеген (Драйзамталь)
Штеген (нем. Stegen) — община в Германии, в земле Баден-Вюртемберг.
Подчиняется административному округу Фрайбург. Входит в состав района Брайсгау — Верхний Шварцвальд. Население составляет 4311 человек (на 31 декабря 2010 года). Занимает площадь 26,32 км².
Коммуна подразделяется на 3 сельских округа.